# Kij (województwo lubelskie)
Kij – wieś w Polsce położona w województwie lubelskim, w powiecie łukowskim, w gminie Stanin.
| SIMC    | Nazwa  | Rodzaj    |
| ------- | ------ | --------- |
| 0689444 | Bziele | część wsi |
| 0689450 | Kij    | kolonia   |

W latach 1975–1998 miejscowość administracyjnie należała do województwa siedleckiego.
Wieś stanowi sołectwo w gminie Stanin. Według Narodowego Spisu Powszechnego z roku 2011 wieś liczyła 133 mieszkańców.
Wierni Kościoła rzymskokatolickiego należą do parafii św. Marii Magdaleny w Tuchowiczu.